# Systeemweddenschap
Een systeemweddenschap is een vorm van weddenschap met als belangrijkste kenmerk dat de speler het risico kan spreiden.
Bij het plaatsen van een sportweddenschap heeft men de keuze om een enkelvoudige of een meervoudige weddenschap te plaatsen. Bij een enkelvoudige weddenschap wordt slechts één voorspelling gemaakt: bijvoorbeeld Ajax wint van Feyenoord. Bij een meervoudige weddenschap worden voorspellingen van verschillende wedstrijden gecombineerd. Het is in principe een combinatie van verschillende enkelvoudige weddenschappen. Het wedkantoor zal de speler uitbetalen wanneer elke voorspelling correct is. Een meervoudige weddenschap is enkel te winnen als men iedere enkelvoudige weddenschap waaruit de meervoudige weddenschap bestaat, effectief gewonnen heeft.
In tegenstelling tot de gebruikelijke meervoudige weddenschap, hoeft bij een systeemweddenschap niet elke voorspelling goed te zijn vooraleer er een bedrag kan worden uitgekeerd aan de speler. Bij een systeemweddenschap heb je de mogelijkheid om enkele voorspellingen te selecteren en met deze kunnen allerlei combinaties worden gevormd.
In onderstaande tabel wordt weergegeven hoeveel combinaties gevormd kunnen worden bij het aantal gemaakte voorspellingen. Als men 6 voorspellingen selecteert, kunnen hier 20 verschillende combinaties van drie mee worden gemaakt. In feite zal men met deze systeemweddenschap 20 verschillende drievoudige weddenschappen plaatsen. Stel dat er vier van de zes voorspellingen winnend zijn. Bij de gebruikelijke meervoudige weddenschap zal men de gehele inzet verliezen. Doordat de speler met deze systeemweddenschap 20 aparte drievoudige weddenschappen heeft gemaakt, zal er nog steeds een bedrag worden uitgekeerd aan de speler. Bij vier van de 20 combinaties zijn de verliezende voorspellingen namelijk niet inbegrepen. Bij 16 combinaties zal de speler de inzet verliezen en bij vier combinaties krijgt de speler een winst uitbetaald. De speler is in feite in staat om het risico te spreiden.
| Aantal voorspellingen | Tweevoudig | Drievoudig | Viervoudig | Vijfvoudig | Zesvoudig | Zevenvoudig | Achtvoudig |
| --------------------- | ---------- | ---------- | ---------- | ---------- | --------- | ----------- | ---------- |
| 2                     | 1          | 0          | 0          | 0          | 0         | 0           | 0          |
| 3                     | 3          | 1          | 0          | 0          | 0         | 0           | 0          |
| 4                     | 6          | 4          | 1          | 0          | 0         | 0           | 0          |
| 5                     | 10         | 10         | 5          | 1          | 0         | 0           | 0          |
| 6                     | 15         | 20         | 15         | 6          | 1         | 0           | 0          |
| 7                     | 21         | 35         | 35         | 21         | 7         | 1           | 0          |
| 8                     | 28         | 56         | 70         | 56         | 28        | 8           | 1          |

## Voorbeeld
Wanneer je vier weddenschappen uitkiest, kunnen er vele mogelijke combinaties worden gemaakt met die wedstrijden. Laat ons deze weddenschappen A, B, C en D noemen. Er zijn verschillende mogelijkheden. Je kan ze allemaal enkelvoudig spelen, maar men kan ook kiezen om tweevoudige weddenschappen te plaatsen. Bij tweevoudige weddenschappen, zijn er in het geval van vier weddenschappen zes combinaties mogelijk. Er is ook de mogelijkheid om drievoudige weddenschappen samen te stellen of je kan al de weddenschappen tot één viervoudige weddenschap maken.
| Aantal in weddenschap | Mogelijke combinaties    |
| --------------------- | ------------------------ |
| Enkelvoudig           | A, B, C en D             |
| Tweevoudig            | AB, AC, AD, BC, BD en CD |
| Drievoudig            | ABC, ABD, ACD en BCD     |
| Viervoudig            | ABCD                     |

Stel: weddenschap A, B en C is winnend, maar weddenschap D is verloren. Bij de enkelvoudige weddenschappen zal je elke weddenschap winnen met uitzondering van D. Als je tweevoudige weddenschappen hebt geplaatst, win je nog steeds drie van de zes combinaties. In drie combinaties is weddenschap D immers niet inbegrepen. Als je drievoudige combinaties hebt gekozen, is er één combinatie waarbij weddenschap D niet is inbegrepen. Zo win je dus een van de vier drievoudige weddenschappen. De viervoudige weddenschap verlies je aangezien D daar deel van uitmaakt.

## Uitbetaling
De uitbetaling wordt steeds bepaald door de odds van de weddenschap. Wanneer er een enkelvoudige weddenschap met odds van 1,50 wordt gewonnen, zal de bookmaker 15 euro uitbetalen bij een 10 euro inzet. De winst bedraagt dan 5 euro. Stel dat men een tweevoudige weddenschap wint waarbij de odds van de eerste weddenschap 1,50 bedragen en 2,00 voor de tweede. In dat geval zal de bookmaker beide odds vermenigvuldigen met elkaar om de uitbetaling te bepalen. Bij dit voorbeeld zouden de odds 3,00 (1,50 x 2,00) bedragen. Een winnende weddenschap met 10 euro inzet zou leiden tot 30 euro uitbetaling en 20 euro effectieve winst.